# 阿尔弗雷德·阿德勒
阿尔弗雷德·阿德勒（德語：Alfred Adler，1870年2月7日—1937年5月28日）是奥地利猶太裔（後來皈依新教）的醫師及心理治療師，同時是個體心理學學派的創始人。
在發展「個體心理學」的概念時，阿德勒脫離了弗洛伊德的精神分析學派。 在這個發展過程中，阿德勒確實曾一度稱他的工作為「自由精神分析」，但後來他拒絕了「精神分析家」的標籤。 他的方法涉及性格研究的全貌觀方法，在20世紀後期的心理諮商和精神醫學策略中具有極大的影響力。
阿德勒率先強調社會因素在個人重新調整過程中的重要性，同時將精神醫學帶入其相關領域社群。

## 生平概略

### 早年生活
1870年2月7日，阿德勒出生於維也納西部邊緣的村莊魯道夫斯海姆（Rudolfsheim，當地今屬維也納第十五區魯道夫斯海姆-芬夫豪斯）Mariahilfer街208號。 他是猶太裔夫婦 Pauline (Beer)（1845年出生於特熱比奇，1906年過世於維也納）和 Leopold Adler 的第二子孩子（後來共有七個孩子）；Leopold Adler（1833年出生於基策，1922年過世於維也納）是來自匈牙利的穀物商人。
阿德勒在嬰幼兒時期患有佝僂病（導致他直到四歲才能行走）和聲門痙攣。當阿德勒三歲時，他有弟弟過世於其床邊。 四歲時，他幾乎因罹患肺炎而喪命。在他整個童年時期，他都與兄長 Sigmund Adler（1868年出生於維也納附近的芬夫豪斯，後來成為一位事業有成的商人）保持競爭關係，並試圖仿效其行為；這種競爭是因為他相信母親更喜歡兄長；儘管他與父親的關係很好，但在與母親的關係中，他仍然與自卑感作鬥爭。
他當時是一個活躍、受歡迎的孩子，也是一個普通的學生。稍後，他在1888年通過中學畢業考試。
因為個人經歷，他志向於習醫，他對心理學、社會學和哲學相關領域非常感興趣。 在維也納大學學習後，他專攻眼科醫學，以及後來的神經內科和精神醫學。

### 移民及身後
1930年代初期，他在奧地利大部分的診所因其猶太血統而關閉後（儘管他皈依了基督教），他離開當地前往美國長島醫學院（Long Island College of Medicine）擔任教授。他在1937年於蘇格蘭阿伯丁的一次巡迴演講中死於心臟病；他的骨灰在2011年於愛丁堡一個火葬場被尋獲，稍後被安葬於維也納中央公墓。
他的突然過世對其思想影響的傳播與實踐造成打擊，尤其是在當時的德國和奧地利；他的學生受到來自納粹政權等的迫害，他所提倡且一度蓬勃發展的學說，也被迫遠離德語地區，在其他地區繼續發展；獨裁統治和第二次世界大戰嚴重擾亂了相關心理科學的發展。稍後，他學說中許多部分被新弗洛伊德學派接受。 

## 基本信條
阿德勒受到哲學家漢斯·費英格（Hans Vaihinger）和陀思妥耶夫斯基文學的心理建構思想的影響。當他還是維也納精神分析學會的成員時，他開發了一種有機自卑和補償理論，這是他後來轉向現象學和發展他著名的自卑情結概念的原型。
他還受到伊曼紐爾·康德、弗里德里希·尼采、魯道夫·維爾肖和政治家揚·史末資的哲學的影響。他的學派被稱為「個體心理學」。他是預防心理學的早期倡導者，並強調以民主方式對父母、教師、社會工作者等進行培訓，讓孩子在與他人合作的同時，透過理性決策來行使自己的權力。他是一位社會理想主義者，並在他與精神分析相關的早期（1902年-1911年）被稱為社會主義者。
他相信外行人可以實際運用心理學的見解。他也是女權主義的支持者，他認為優越感和自卑感通常是性別化的，並以典型的男性和女性風格表現出來。這些風格可能構成心理補償的基礎並導致心理健康困難。
他也創造了「阿德勒療法」（Adlerian Therapy），因為他相信應該在受診療者的環境背景下研究其心理。

### 對於人格的研究
他的著作《神經質性格》（Über den nervösen Charakter）定義了他早期的關鍵思想。他認為人類的個性可以用目的論來解釋：理想情況下，個人無意識自我的一部分可以將自卑感轉化為優越感（或者更確切地說是完整性）。 自我理想的願望被社會和道德要求所抵消。如果不考慮糾正因素而個體過度補償，那麼就會出現自卑感，從而加劇個體變得以自我為中心、渴望權力、好鬥或更糟的危險。

### 整體論
阿德勒的學說與榮格的分析心理學、格式塔療法（Gestalt therapy）和卡倫·荷妮的心理動力學方法都屬於心理學的整體學派；它們避免了理解人類心理學和精神病理學的簡化方法。

### 類型學
阿德勒開發了一種所謂的人格類型方案，然而，由於他本質上並不相信人格類型，並在不同時期提出了不同且同樣是試探性的系統，因此總是將其視為臨時的或啟發式的。 類型學的危險在於忽視個人的獨特性，並以「凝視」的角度過度簡化現實的去進行理解。然而，他傾向闡明可以表示受總體生活方式支配的特徵的模式。

### 對於早期記憶的強調
他在與患者合作時非常重視對早期記憶的解釋，他寫道：「在所有的心理表達中，一些最能說明問題的是個人的記憶」。 他將記憶視為「私密邏輯」的表達，以及個人生活哲學或「生活方式」的隱喻。他堅持認為，記憶從來都不是偶然的或微不足道的。相反，它們是被選擇的提醒：「（一個人的）記憶是她隨身攜帶的關於她的局限性和事件意義的提醒。沒有『隨機性』的記憶。在一個人接收到的無數印象中，他選擇只記住自己認定的那些，無論多麼模糊，但對他的問題產生影響」。

### 在出生順序方面
他經常強調一個人的心理出生順序會影響一個人的生活方式和心理構成的長處和短處。

### 關於同性戀
除了性交易和犯罪，阿德勒還把「同性戀者」一齊歸類為「生活的失敗者」。1917年，他開始了關於同性戀的寫作，並在餘生中零星地發表了更多的想法。
荷蘭心理學家 Gerard J. M. van den Aardweg 強調了阿德勒如何得出他的結論，因為在1917年，阿德勒相信同性戀並不是生病，他已在同性戀和對自己性別的自卑感之間建立了連結；相對的，弗洛伊德認為同性戀是根植於自戀，而榮格也提出了阿尼瑪斯的相關概念與觀點。

### 家長教育
他強調治療和預防並重。考慮到心理動力學，阿德勒學派強調童年在人格發展和各種形式的精神病理學傾向方面的基本重要性。預防所謂「人格障礙」（阿德勒稱之為「神經質性格」）或各種神經質問題（抑鬱、焦慮等）的傾向的最佳方法是訓練孩子成為和感覺自己是家庭中平等的一部分。兒童最佳發展的責任不僅限於母親或父親，還包括更廣泛的教師和社會。因此，他認為教師、護士、社會工作者等需要在家長教育方面進行培訓，以補充家庭在培養民主性格方面的工作。當孩子感覺不平等並被制定角色（透過寵溺或忽視的手段等）時，他可能會發展自卑或優越感以及各種伴隨的補償策略。 這些策略透過播下更高的離婚率、家庭破裂、犯罪傾向和各種心理病理學形式的主觀痛苦來造成社會損失。阿德勒學派長期以來一直提倡家長教育團體。

## 學說

### 關於人性的知識
身為執業醫師，且積極參與於弗洛伊德精神分析學說的論辯之中，阿德勒發現，隨著人類生活的每一次表達，身體和心理過程總是一起有效並形成一個不可分割的單元（個體）。這一發現構成了今天心身學（德語：Psychosomatik）的基礎。
在觀察所謂的「器官自卑」（德語：Organminderwertigkeiten）現象時，阿德勒能夠確定身體和心理有以某種方式補償它們的傾向。阿德勒首先在「工作-愛情-社區」三項生活任務（嬰兒、兄弟姐妹系列、學校、工作、婚姻、考試情景等）的心理區域中發現了這種情況。它引發了人類的一種情緒狀態，阿德勒稱之為「自卑情結」。類似於對器官自卑的補償，人類心理透過阿德勒所說的爭取「有效性」克服來努力克服這種自卑狀態。根據他的說法，一個人能否很好地應對生活中的這些挑戰，主要取決於他如何應對自卑的第一種情況，即他作為嬰兒的無助。他發現，這種成長和發展過程中的積極動力構成了人們受教育的基礎，因為在這種情況下，他們絕對依賴於人際關係的幫助。在母子之間的這種早期相互關係中，人們之間發展出一種被他人關心的感覺—阿德勒稱之為「社群意識」—這成為個體人格的無意識組成部分。社群意識是他的學說核心，因為它是個人和社區心理健康的衡量標準。在他的人的概念中，個體具有以社群意識為導向的社會性。他還假設女性個性缺乏發展，特別是在當時盛行的社會秩序中，導致她的自尊受到破壞，這可能以負面影響的方式，反應在她教養孩子的過程中。他認為女性人格的發展對於女性的心理發展是絕對必要的。

### 阿德勒學派
與弗洛伊德決裂後，他在建立獨立的心理治療學派和獨特的人格理論方面享有相當大的成功和名氣。他四處旅行和講學，宣傳他的社會導向方法。他的意圖是建立一場運動，透過主張心理健康與社會平等的整體論完整性來與心理學中的其他論述競爭。他的努力在第一次世界大戰時被迫停止；在此期間，他在奧匈帝國軍隊擔任醫生；戰爭結束後，他的影響力大大增加。1920年代，他建立了多個兒童指導診所。 1921年起，他經常在歐美講學，並在1927年成為哥倫比亞大學客座教授。他對成人的臨床治療方法旨在利用洞察力和意義的治療功能揭示症狀的隱藏目的。
他專注於人們如何克服優越感或自卑感。在臨床上，阿德勒的方法不僅限於事後治療，而是透過提前預防孩子未來的問題擴展到預防領域。預防策略包括鼓勵和促進家庭和社區內的社會興趣、歸屬感和文化轉變，從而消除縱容和忽視（尤其是體罰）。他的受歡迎程度與其思想比較樂觀和易於理解有關。他經常為非專業人士寫作。他始終保持著一種以任務為導向的務實方法；這些「生活任務」是職業與工作、社會與友誼，還有愛情與性；它們的成功取決於合作；生活任務不能孤立地考慮，因為正如他的著名評論「它們的燈光都交叉投向彼此」。
基於阿德勒學派的學術、臨床和社會實踐側重於以下主題：
- 社交興趣和社群感受
- 整體論和創造性的自我
- 虛構的終結論（英語：finalism）、目的論和目標建構
- 心理和社會鼓勵
- 自卑、優越和補償
- 生活方式
- 早期回憶（一種投射技法）
- 家庭系統排列和出生順序
- 生活任務和社會嵌入
- 有意識和無意識的（生活）領域
- 屬於個人的邏輯和常識（部分基於康德提出有關“sensus communis”的討論）
- 症狀和精神官能症
- 保護行為（英語：Safeguarding behavior）

- 內疚和罪惡感
- 蘇格拉底式提問
- 夢境解釋
- 兒童與青少年心理學
- 育兒和家庭的民主方法
- 阿德勒學派課堂管理方法
- 領導力與組織心理學

## 貢獻與評價
阿德勒對於後世來說，有相當大的影響，雖然之後的追隨者受到迫害猶太的氛圍影響，所以沒有自成強勢的學派 。
正面評價方面，將人視為天生的社會動物，且以統整的觀點來看待人性的問題，並首先提出「創造性自我」的概念，將人視作最小單位。也為認知取向的先鋒，認為意識是人格的中心，進而影響行為。由此發展的諮商模式屬於短期的成長模式，可以運用的對象、型態範圍極廣，對於往後的諮商學派影響很大，建立的「學校心理衛生中心」相當於現在的諮商中心。強調鼓勵的重要性，而非上對下的讚美。最重要的為，改變了佛洛伊德人格發展的重點，建立了「個體心理學」。
負面限制方面，其所點出的補償作用，多重視生理組織方面的缺陷，而忽略了社會文化的影響。為了反抗自卑感而進行補償作用，此解釋過於消極，忽略了積極支配慾。而補償作用，僅適用於有足夠信心、外在支持力量下產生理想的「優越感」才能順利適用，且無法立即解決問題。

## 出版物
阿德勒最重要的著作是1927年出版的《个体心理学的实践与理论》与《理解人性》。在华盛顿阿德勒研究会出版了十二册的《阿德勒临床选集》包含了他自1898年至2016年的著作，其中《神经症的特性》一书被重新翻译，并在选集第一册中作为最重要文献刊登。

### 作品年表
- 《神经症的性格》，第一版1912年第二版1974年
- 《器官缺陷及心理补偿的研究》，1917年出版
- 《理解人类本性》  ，第一版1918年第二版1969年
- 《个体心理学的实践与理论》，第一版1919年第二版1971年
- 《生活的科学》，第一版1927年第二版1969年
- 《生命对你意味著什么》（中文也翻译为《自卑与超越》），1932年出版
- 《神经症问题》，第一版1932年第二版1964年

## 後代
瑪戈特·阿德勒是他的孫女，她是一位作家、記者、演說家、現代巫術的祭司。